# Злоценець
Злоценець (пол. Złocieniec, нім. Falkenburg) — місто в північно-західній Польщі, на річці Драва в районі Дравських озер.
На 31 березня 2014 року, у місті було 13 217 жителів.

## Демографія
Демографічна структура станом на 31 березня 2011 року:
|          | Загалом | Допрацездатний вік | Працездатний вік | Постпрацездатний вік |
| -------- | ------- | ------------------ | ---------------- | -------------------- |
| Чоловіки | 6486    | 1223               | 4695             | 568                  |
| Жінки    | 6997    | 1258               | 4261             | 1478                 |
| Разом    | 13483   | 2481               | 8956             | 2046                 |